# リノ・ロマノ
リノ・ロマノ（Rino Romano、1959年7月1日 - ） は、カナダの男性声優、俳優。

## 概要
オンタリオ州トロント出身。アメリカン・アカデミー・オブ・ドラマティック・アーツニューヨーク校、アクターズ・スタジオ卒業。現在はアメリカ合衆国に移住し、ロサンゼルスを中心に活動している。
映画俳優組合、米国テレビラジオ芸能人連盟、ACTRA会員

## 出演作品

### テレビアニメ
- おさるのジョージ（ナレーター）
- ガーゴイルズ（ギャングのリーダー）
- ゴジラ ザ・シリーズ（ランディ・フェルナンデス）
- サムライジャック（ロボット、泥棒）
- ザ・バットマン（ブルース・ウェイン/バットマン）
- 邪悪なコンカルネ（デストラクティカス）
- ジンジャーの青春日記（ラジオの声、生徒2）
- スターシップ・トゥルーパーズ・クロニクルズ（ジェニー）
- スパイダーマン 新アニメシリーズ（ムアング、学生2）
- スパイダーマン・アンリミテッド（ピーター・パーカー/スパイダーマン、ゴブリン）
- スペースボール アニメイテッド（ローン・スター）
- 大好き!ハローキティ
- ティーン・タイタンズ（カイ）
- トータリー・スパイズ!（ロビー）
- バットマン・ザ・フューチャー（ジョーカーズのリーダー）
- 美少女戦士セーラームーン（地場衛/タキシード仮面（初代）、クレーン荒らしのジョー）
- ビリー&マンディ（バビエル）
- メン・イン・ブラック（トロイ）

### OVA
- ザ・バットマンVSドラキュラ（ブルース・ウェイン/バットマン）
- スチュアート・リトル3 森の仲間と大冒険（モンティ）

### ゲーム
- エターナルダークネス 〜招かれた13人〜（カリム）
- X-MEN MUTANT ACADEMY 2（ピーター・パーカー/スパイダーマン）
- ジャスト コーズ（ホセ・ カラミコス）
- スタートレック・ヴォイジャー エリートフォース（アレクサンダー）
- スパイダーマン（ピーター・パーカー/スパイダーマン、銀行強盗1）
  - スパイダーマン2 エンターエレクトロ（ピーター・パーカー/スパイダーマン）
- バイオハザード4（ルイス・セラ）
- 立体忍者活劇 天誅弐（力丸）

### 映画
- ゲット・ヒム・トゥ・ザ・グリーク（声）
- プロムナイト5（エヴァン）
- 野獣地帯（ゴールドフィンガー）
- ロック・イン・ブルックリン（ブレード）

### テレビ映画
- Lethal Lolita - Amy Fisher: My Story（ミック）
- シュガータイム（フィル）
- ハロウィン・タウン（ベニーの声）
- 判決のとき（ディオ）
- ロッキー・マルシアーノ 伝説のチャンプ（アリ・コロンボ）

### テレビドラマ
- NYPDブルー（グレイグ、フランク）
- 騎馬警官（イアン・マクドナルド）
- CSI:科学捜査班（Sqweegelの声）
- ハング・タイム（カートマンの声）
- マリブCA（DJの声）

### その他
- The WB（プロモーション映像ナレーション）